# بالنت غال
بالنت غال (بالمجرية: Gaál Bálint)‏ هو لاعب كرة قدم مجري، ولد في 14 يوليو 1991 في زومباثلي في المجر. لعب مع زالايغيرزيغي تورنا إغيليت.

## وصلات خارجية
- بالنت غال على موقع الاتحاد الأوربي (الإنجليزية)
- بالنت غال على موقع قاعدة بيانات كرة القدم.إي يو (الإنجليزية)
- بالنت غال على موقع Soccerway.com (الإنجليزية)